# چهل و هفت
چهل و هفت چهل و هفت فیلمی به کارگردانی، نویسندگی احمد اطراقچی و علیرضا عطاالله تبریزی و تهیه‌کنندگی ناهید دل‌آگاه محصول سال ۱۳۹۶ است.

## خلاصه داستان
این فیلم روایتگر داستان سه زن از سه طبقه اجتماعی در شب آغاز زمستان است.

## بازیگران
- لادن مستوفی
- مهدی احمدی
- شیدا خلیق
- رابعه مدنی
- مهرنوش ستاری
- فرشته آلوسی
- محمدرضا غفاری
- حمیدرضا آذرنگ
- شقایق فراهانی
- ریما رامین‌فر